# La storia di nessuno
La storia di nessuno è il secondo album del cantante italiano Tony Blescia, pubblicato dall'etichetta discografica Warner nel 1996.
L'album, disponibile su musicassetta e compact disc, è prodotto da Pino Longobardi.
Con il brano Via l'artista partecipa a Sanremo Giovani 1996, ottenendo l'ammissione al Festival di Sanremo dell'anno seguente, nel quale presenta E ti sento nella sezione "Nuove Proposte". Quest'ultimo brano viene inserito come prima traccia della ristampa dell'album, pubblicata in occasione della manifestazione.

## Tracce
1. E ti sento (inserito solo nella ristampa)
2. Via
3. Cresce
4. E si resta insieme
5. Vivi
6. Dammi di più
7. E la vita va così
8. Da domani
9. Con il vento
10. Urla dal cuore
11. Dentro di te
12. Persi
13. La storia di nessuno